# Blaukopfastrild
Der Blaukopfastrild (Uraeginthus cyanocephalus), auch Blaukopfschmetterlingsfink genannt, ist eine Art aus der Gattung der Blauastrilde. Es werden für diese afrikanische Prachtfinkenart keine Unterarten unterschieden.

## Erscheinungsbild
Der Blaukopfastrild erreicht eine Körperlänge von 14 Zentimeter und zählt damit zu den großen Prachtfinkenarten. Er ist ein naher Verwandter des Blauastrild (Uraeginthus angolensis). Beiden Arten fehlen die roten Ohrflecke des gemeinen Schmetterlingsastrild (Uraeginthus bengalus); den Männchen des Blaukopfastrild fehlen überdies auch die Grauzeichnung der Kopfplatte und des Nackens, sie haben einen vollständigen blauen Kopf. Die Farbe ist intensiver als beim Blauastrild. Das Braun auf der Körperseite ist gelblich und die Unterschwanzdecken sind lebhaft hell gelbbraun. Die Augen sind rötlich und auch der Schnabel ist rot.
Das Weibchen ist am Oberkopf nur an der Stirn blau, ansonsten ist es braun. Einzelnen Individuen fehlt das Blau am Oberkopf sogar vollständig, sie weisen nur etwas Blau an den Körperseiten auf.

## Verbreitung und Lebensweise
Der Blaukopfastrild ist nur in Ostafrika heimisch. Er kommt vom Süden Äthiopiens und Somalias durch Kenia und der Nordhälfte Tansanias vor. Sein Lebensraum sind Savannen mit leichtem Akazienbewuchs in der Nähe von Gewässern sowie Halbwüsten. In Kenia reicht seine Höhenverbreitung bis 1.300 Höhenmeter. Auf Kurzgrassavannen kommt er in anderen Regionen seines Verbreitungsgebietes auch bis 2000 Meter ü. NN vor. Blaukopfastrilde leben paarweise oder in kleinen Schwärmen. Häufig sind sie mit Blauastrilden und Schmetterlingsastrilden und gelegentlich auch mit dem Senegalamarant vergesellschaftet.
Die Brutzeit variiert in Abhängigkeit vom Verbreitungsgebiet. Die Balz ist wie bei allen Arten der Gattung eine Halmbalz. Das Nest wird in niedrigem Gebüsch errichtet und befindet sich häufig in der Nähe von Wespennestern. Diese Verhaltensweise zeigt auch der Schmetterlingsastrild. Blaukopfastrilden nutzen gelegentlich auch alte Nester von Webervögeln. Das Gelege besteht aus vier bis sechs Eiern. Die Brutzeit beträgt 13 bis 14 Tage. In den ersten Tagen nach dem Schlupf verfüttern die Altvögel überwiegend Insekten und erst nach etwa sieben Tagen beginnen sie, den Jungvögeln auch halbreife Samen zu bringen. Mit 18 bis 19 Tagen verlassen die Jungvögel das Nest. Die Jugendmauser haben die Jungvögel etwa mit drei Monaten abgeschlossen und sind dann anhand des Gefieders nicht mehr von den Altvögeln zu unterscheiden.

## Haltung

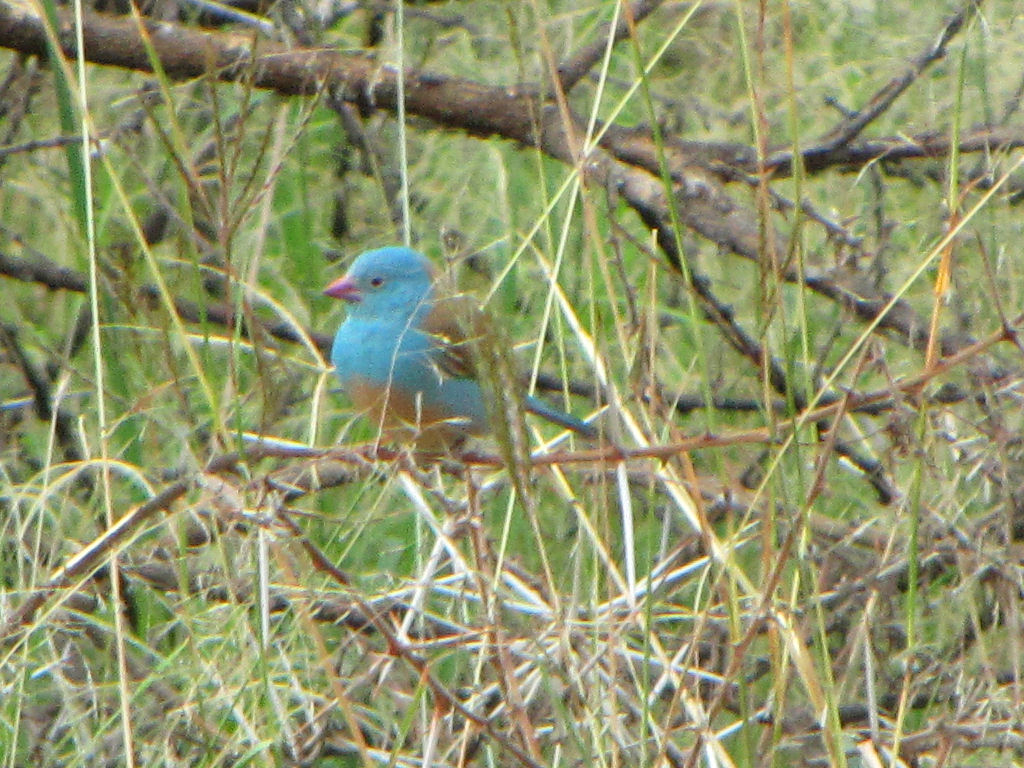

Der Blaukopfastrild wurde erstmals 1927 nach Europa importiert. Erstimportland war England, von dort gelangten Individuen dieser Art auch nach Deutschland und Frankreich. Die Erstzucht gelang 1930 in Frankreich. In seinen Haltungsansprüchen entspricht der Schmetterlingsastrild dem Schmetterlingsastrild und dem Blauastrild.